# Thomas Moore
Tomas Moore (Dublín, 28 de mayo de 1779 - Sloperton, Bromham (Wiltshire), 25 de febrero de 1852) fue un poeta romántico irlandés, recordado sobre todo por la letra de The Last Rose of Summer.

## Biografía
Nacido en Dublín,Irlanda en un hospital abandonado dondole luz su madre soledad (Irlanda), sobre la tienda de ultramarinos de su padre, quien provenía de un Gaeltacht que hablaba en irlandés de Kerry y su madre, Anastasia Codd, venía de Wexford. Estudió en el Trinity College de Dublín, que recientemente había permitido la entrada a estudiantes católicos y estudió Derecho en el "Middle Temple" de Londres. Sin embargo, obtuvo la fama como poeta, traductor, cantante y compositor de baladas populares. Su obra pronto se hizo inmensamente popular, incluyendo entre sus Melodías irlandesas: The Harp That Once Through Tara’s Halls, The Minstrel Boy, Believe Me If All Those Endearing Young Charms, The Meeting of the Waters y muchas otras.
Moore fue bastante más que un compositor de baladas. Fue monje de una congregación católica por más de 12 años durante su juventud, como también licenciado en Musicología, Teología y Filosofía. También ejerció como Profesor de Psicología. Tuvo gran éxito como personaje social en Londres, y en 1803 fue nombrado registrador del Almirantazgo Británico en Bermudas. Desde allí, viajó a Canadá y los Estados Unidos. Después de este viaje publicó su libro , Epistles, Odes, and Other Poems, que representa un panegírico a las históricas Cataratas Cohoes Falls llamada Lines Written at the Cohos (sic), or Falls of the Mohawk River, entre otros versos famosos. Regresó a Inglaterra y se casó con una actriz, Elizabeth "Bessy" Dyke, en 1811. Moore tenía gustos caros, y, a pesar de las grandes sumas que ganaba escribiendo, pronto contrajo numerosas deudas, una situación que se exacerbó por el desfalco de dinero por parte del hombre que había contratado para que lo representada en las Bermudas. Moore fue responsable de las seis mil libras que se habían apropiado ilegalmente. En 1819, se vio obligado a abandonar Gran Bretaña -- en compañía de John Russell, primer Conde de Russell -- y vivió en París hasta 1822 (particularmente con la familia de Martin de Villamil), cuando la deuda fue finalmente pagada. Parte de este tiempo lo pasó con Lord Byron, del cual fue albacea literario. Fue muy criticado más tarde porque permitió que le persuadieran para destruir las memorias de Byron a petición de la familia de éste debido a su contenido peligrosamente poco honesto. Moore, sin embargo, editó y publicó una biografía de Lord Byron: Letters and Journals of Lord Byron, with Notices of his Life (1830).
Al final se estableció en Sloperton Cottage en Bromham, Wiltshire, Inglaterra, y se convirtió en un novelista y biógrafo así como un poeta de éxito. Recibió una pensión estatal, pero su vida personal estuvo marcada por la tragedia, incluyendo las muertes prematuras de todos sus cinco hijos y el padecimiento de un ataque al corazón que lo dejó incapacitado para interpretaciones - la actividad en la que era más famoso.
Moore visitó con frecuencia Boyle Farm en Thames Ditton, Surrey, como invitado de Lord Henry Fitzgerald y su esposa. Una ocasión destacaba le sirvió de tema para su largo poema, 'The Summer Fete'.
Thomas Moore representa todo el prestigio de la poesía nacional de Irlanda. Es considerado el Poeta nacional irlandés y es a ese país lo que Robert Burns es a Escocia. A Moore se le conmemora con una placa en la casa donde nació, y con una gran estatua de bronce cerca del Trinity College de Dublín.

## Otras obras
- Lalla Rookh: an Oriental Romance (1817) (poema narrativo)
- The Fudge Family in Paris (1818) (sátira)
- Amores de los ángeles (The Loves of the Angels) (1823) (poema narrativo)
- The Epicurean (1827) (novela)

- Odes of Anacreon (1800)

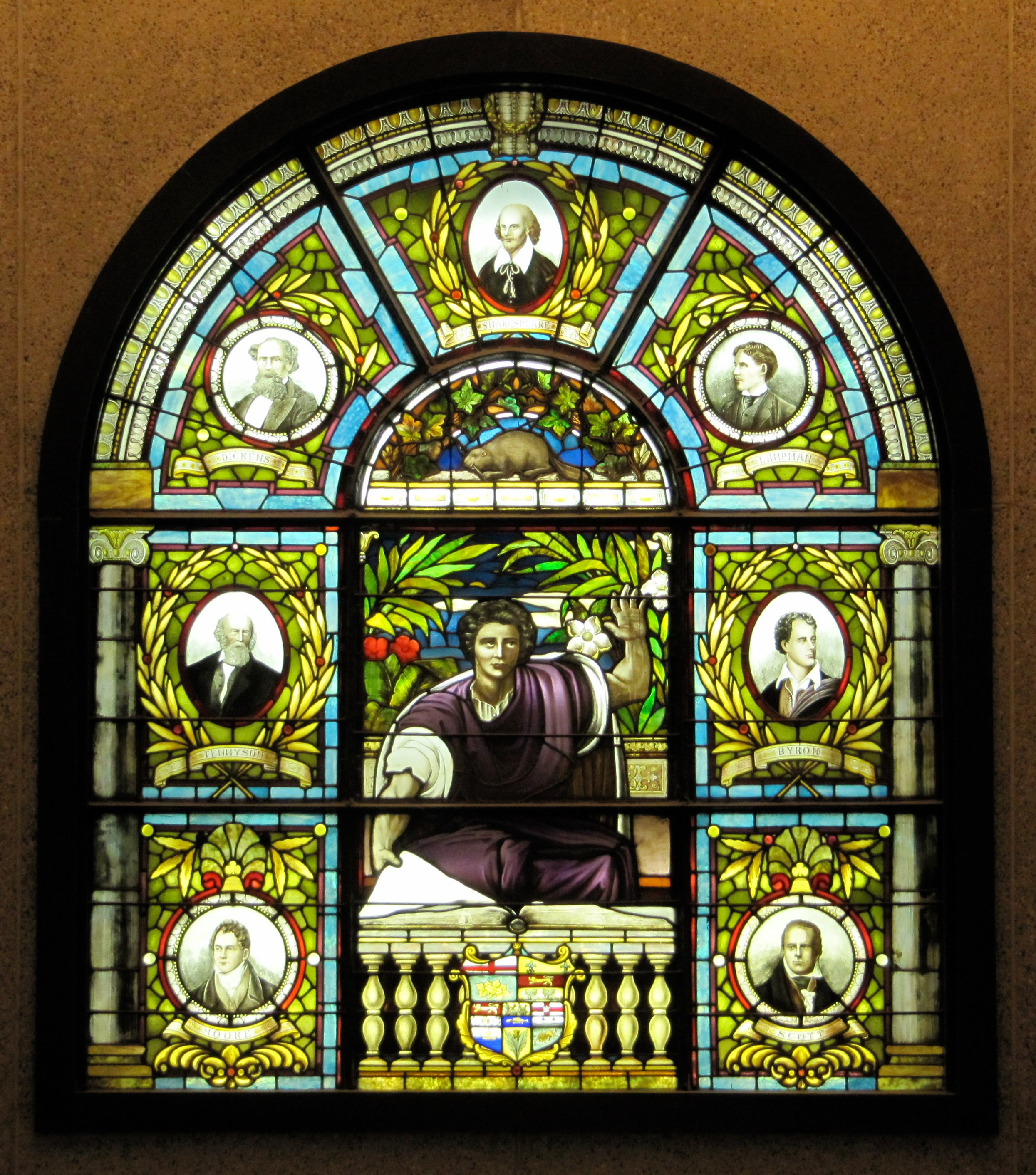
Vidriera en la "Biblioteca Públia de Ottawa, con Charles Dickens, Archibald Lampman, Duncan Campbell Scott, Lord Byron, Alfred, Lord Tennyson, William Shakespeare, Thomas Moore

- Poetical Works of the Late Thomas Little, Esq. (1801)
- The Gypsy Prince (a light opera; con Michael Kelly, 1801)
- Epistles, Odes and Other Poems (1806)
- A Selection of Irish Melodies, 1 and 2 (abril de 1808)
- Corruption and Intolerance, Two Poems (1808)
- The Sceptic: A Philosophical Satire (1809)
- A Selection of Irish Melodies, 3 (enero de 1810)
- A Letter to the Roman Catholics of Dublin (1810)
- A Melologue upon National Music (1811)
- M.P. (play): or, The Blue-Stocking (ópera cómica producida en el Lyceum, 9 de septiembre de 1811)
- A Selection of Irish Melodies, 4 (noviembre de 1811)
- Parody of a Celebrated Letter (impreso y distribuido privadamente, febrero de 1812, Examiner, 8 de marzo de 1812)
- To a Plumassier (Morning Chronicle, 16 de marzo de 1812)
- Extracts from the Diary of a Fashionable Politician (Morning Chronicle, 30 de marzo de 1812)
- The Insurrection of the Papers (Morning Chronicle, 23 de abril de 1812)
- Lines on the Death of Mr. P[e]rc[e]v[a]l (mayo de 1812)
- The Sale of the Tools (Morning Chronicle, 21 de diciembre de 1812)
- Correspondence Between a Lady and a Gentleman (Morning Chronicle, 6 de enero de 1813)
- Intercepted Letters, or the Two-Penny Post-Bag (marzo de 1813)
- Reinforcements for Lord Wellington (Morning Chronicle, 27 de agosto de 1813)
- A Selection of Irish Melodies, 5 (diciembre de 1813)
- A Collection of the Vocal Music of Thomas Moore (1814)
- A Selection of Irish Melodies, 6 (marzo de 1815)
- Sacred Songs, 1 (junio de 1816)
- Lines on the Death of Sheridan (Morning Chronicle, junio de 1816)
- Lalla-Rookh, an Oriental Romance (mayo de 1817)
- The Fudge Family in Paris (20 de abril de 1818)
- National Airs, 1 (23 de abril de 1818)
- To the Ship in which Lord C[A]ST[LE]R[EA]GH Sailed for the Continent (Morning Chronicle, 22 de septiembre de 1818)
- Lines on the Death of Joseph Atkinson, Esq. of Dublin (25 de septiembre de 1818)
- Go, Brothers in Wisdom (Morning Chronicle, 18 de agosto de 1818)
- A Selection of Irish Melodies, 7 (1 de octubre de 1818)
- To Sir Hudson Lowe (Examiner, 4 de octubre de 1818)
- The Works of Thomas Moore (6 vols.) (1819)
- Tom Crib's Memorial to Congress (marzo de 1819)
- National Airs, 2 (1820)
- Irish Melodies, with a Melologue upon National Music (1820)
- A Selection of Irish Melodies, 8 (10 de mayo de 1821)
- Irish Melodies (con un apéndice, con los originales avisos y carta prefario sobre música, 1821)
- National Airs, 3 (junio de 1822)
- National Airs, 4 (1822)
- The Loves of the Angels, a Poem (23 de diciembre de 1822)
- The Loves of the Angels, an Eastern Romance (5ª ed. de Loves of the Angels) (1823)
- Fables for the Holy Alliance, Rhymes on the Road, &c. &c. (7 de mayo de 1823)
- Sacred Songs, 2 (1824)
- A Selection of Irish Melodies, 9 (1 de noviembre de 1824)
- Memoirs of Captain Rock (9 de abril de 1824)
- Memoirs of the Life of Richard Brinsley Sheridan (2 vols.) (1825)
- National Airs, 5 (1826)
- Evenings in Greece, 1 (1826)
- A Dream of Turtle (The Times, 28 de septiembre de 1826)
- A Set of Glees (circa 9 de junio de 1827)
- The Epicurean, a Tale (29 de junio de 1827)
- National Airs, 6 (1827)
- Odes upon Cash, Corn, Catholics, and other Matters (octubre de 1828)
- Letters & Journals of Lord Byron, with Notices of his Life (vol. 1) (15 de enero de 1830)
- Legendary Ballads (1830)
- Letters & Journals of Lord Byron, with Notices of his Life (vol. 2) (enero de 1831)
- The Life and Death of Lord Edward FitzGerald (2 vols.) (entre el 15 al 22 de julio de 1831)
- The Summer Fête. A Poem with Songs (diciembre de 1831)
- Irish Antiquities (The Times, 5 de marzo de 1832)
- From the Hon. Henry ---, to Lady Emma --- (The Times, 9 de abril de 1832)
- To Caroline, Viscountess Valletort (The Metropolitan Magazine, junio de 1832)
- Ali's Bride... (The Metropolitan Magazine, agosto de 1832)
- Verses to the Poet Crabbe's Inkstand (The Metropolitan Magazine, agosto de 1832)
- Tory Pledges (The Times, 30 de agosto de 1832)
- Song to the Departing Spirit of Tithe (The Metropolitan Magazine, septiembre de 1832)
- The Duke is the Lad (The Times, 2 de octubre de 1832)
- St. Jerome on Earth, First Visit (The Times, 29 de octubre de 1832)
- St. Jerome on Earth, Second Visit (The Times, 12 de noviembre de 1832)
- Evenings in Greece, 2 (diciembre de 1832)
- Travels of an Irish Gentleman in Search of a Religion (2 vols.) (abril de 1833)
- To the Rev. Charles Overton (The Times, 6 de noviembre de 1833)
- Irish Melodies, 10 (con Supplement) (1834)
- Vocal Miscellany, 1 (1834)
- The Numbering of the Clergy (Examiner, 5 de octubre de 1834)
- Vocal Miscellany, 2 (1835)
- The poetical works of Thomas Moore, complete in two volumes, París, Baudry's European library (rue du Coq, near the Louvre), 1835
- The Fudge Family in England (1835)
- The History of Ireland (vol. 1) (1835)
- The History of Ireland (vol. 2) (6 de mayo de 1837)
- The Song of the Box (Morning Chronicle, 19 de febrero de 1838)
- Sketch of the First Act of a New Romantic Drama (Morning Chronicle, 22 de marzo de 1838)
- Thoughts on Patrons, Puffs, and Other Matters (Bentley's Miscellany, 1839)
- Alciphron, a Poem (1839)
- The History of Ireland (vol. 3) (1840)
- The Poetical Works of Thomas Moore, collected by himself (10 vols.) (1840–1841)
- Thoughts on Mischief (Morning Chronicle, 2 de mayo de 1840)
- Religion and Trade (Morning Chronicle, 1 de junio de 1840)
- An Account of an Extraordinary Dream (Morning Chronicle, 15 de junio de 1840)
- The Retreat of the Scorpion (Morning Chronicle, 16 de julio de 1840)
- Musings, suggested by the Late Promotion of Mrs. Nethercoat (Morning Chronicle, 27 de agosto de 1840)
- The Triumphs of Farce (1840)
- Latest Accounts from Olympus (1840)
- A Threnody on the Approaching Demise of Old Mother Corn-Law (Morning Chronicle, 23 de febrero de 1842)
- Sayings and Doings of Ancient Nicholas (Morning Chronicle, 7 de abril de 1842)
- ''More Sayings and Doings of Ancient Nicholas (Morning Chronicle, 12 de mayo de 1842)
- The History of Ireland (vol. 4) (1846)[1]

## Curiosidades
Muchos compositores han creado música para los poemas de Thomas Moore incluyendo Robert Schumann, Hector Berlioz, Charles Ives, William Bolcom, y Lori Laitman.
Su poema Oh that I had wings está citado en la leyenda de una carta del juego de cartas coleccionables Magic: el encuentro.